# Myotonická koza

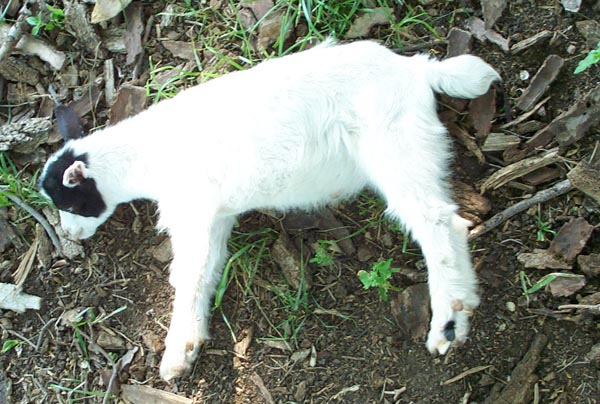
Myotonické kůzle spadlé na bok

Myotonická nebo také omdlévající koza (angl. fainting goat) je specifické plemeno kozy domácí, které se poprvé objevilo v 80. letech 19. století v americkém státě Tennessee. Vyznačuje se dědičným vrozeným postižením, které způsobuje chvilkové ztuhnutí svalů (myotonii) při leknutí nebo rozrušení. Projevuje se to tak, že vyplašená myotonická koza se rozběhne, ale vzápětí „zkamení“ a zůstane nehnutě stát, nebo se vlivem setrvačnosti převrátí na bok, s vytrčenýma nohama. Po několika sekundách ztuhnutí povolí a koza se opět může normálně pohybovat.
Populární označení „omdlévající koza“ je zavádějící, protože o žádnou mdlobu nejde, zvíře zůstává celou dobu při vědomí. Plemeni se říká také „padající koza“, „tuhonohá koza“ (stiff-legged goat), „Tennesseeská zdřevěnělá koza“ (Tennessee wooden-leg goat) nebo jinými podobnými názvy.
Stav ztuhnutí je pro kozu zřejmě bezbolestný, je ovšem stresující a může být i nebezpečný. Svému postižení se zvířata přizpůsobují alespoň tím, že se naučí včas rozkročit, aby udržela rovnováhu a nespadla.

## Historie a výzkum
V odborné literatuře bylo toto plemeno poprvé popsáno roku 1904, diagnóza „vrozené myotonie“ byla vyslovena roku 1939. Genová mutace způsobující toto postižení byla objevena roku 1996, několik let po objevu ekvivalentního genu u lidí a myší.
Pokusy, které provedli Brown a Harvey roku 1939 na myotonických kozách, byly velkým přínosem pro výzkum myotonie (poruchy svalového napětí) a porozumění jejím příčinám. Výzkumy pomohly objasnit roli chlorových aniontů pro svalovou činnost.

## Chovatelský význam
Plemeno je ceněno pro své klidné a tiché chování, odolnost proti parazitům a dobrou plodnost. Z hlediska chovu je také praktická jeho horší pohyblivost a tedy snížená schopnost překonávat ohrady a jiné překážky. Z téhož důvodu bývaly začleňovány do stád, aby v případě útoku predátora posloužily jako snadná kořist a zbytek stáda měl možnost utéct. Názory na to, zda by se toto geneticky zatížené plemeno mělo dále množit, jsou však rozporné.
„Omdlévání“ myotonických koz samo o sobě vypadá komicky a získalo si celosvětovou popularitu prostřednictvím internetových videí. V Lewisburgu v Tennessee se pořádá i jejich festival.